# Ultimate Toni Braxton
Ultimate Toni Braxton è un album di raccolta della cantante statunitense Toni Braxton, pubblicato nel 2003.

## Tracce
1. Give U My Heart (con Kenneth "Babyface" Edmonds) – 4:00
2. Love Shoulda Brought You Home – 4:51
3. Another Sad Love Song – 3:49
4. Breathe Again – 4:15
5. Seven Whole Days – 4:40
6. You Mean the World to Me – 3:59
7. How Many Ways – 4:26
8. You're Makin' Me High – 4:06
9. Let It Flow – 4:09
10. Un-Break My Heart – 4:28
11. I Love Me Some Him – 4:36
12. I Don't Want To – 4:17
13. He Wasn't Man Enough – 3:59
14. Just Be a Man About It – 4:16
15. Hit the Freeway (featuring Loon) – 3:47
16. Whatchu Need – 3:38 – Darkchild
17. The Little Things – 4:31
18. Un-Break My Heart (Soul-Hex Anthem Radio Edit) – 3:35